# 亞歷山大·西姆奇申
亞歷山大·塞爾希約維奇·西姆奇申（羅馬化：Oleksandr Serhiiovych Symchyshyn；1980年11月4日—），乌克兰政治人物，自2015年起擔任西部城市赫梅利尼茨基市長。他所在的政黨是全烏克蘭聯盟「自由」。